# Glypta prognatha
Glypta prognatha là một loài tò vò trong họ Ichneumonidae.